# Lúgokhútor
Lúgokhútor (en rus: Лу́гоху́тор) és un poble del krai de Primórie, a l'Extrem Orient de Rússia, que en el cens del 2010 tenia 64 habitants.